# 추석양
추석양(秋夕陽, 본명: 이종철, 본명 한자: 李鐘澈, 1923년 6월 12일 ~ 2000년 5월 22일)은 대한민국의 배우이다.

## 이름
본명은 이종철이며 호는 예명에서 취음하여 맨 끝의 한자를 달리한 추석양이다.

## 학력
- 경성 영창고등상업학교(京城 永昌高等商業學校) 졸업

## 생애
2년간 정미소(精米所)에서 점원으로 일하고 1년간 미곡상점(米穀商店)에서 점원으로 일하다가 8·15 광복 직전이던 1945년 극단 청춘극장(劇團 靑春劇場)에서 연극배우 첫 데뷔하였으며 1950년 영화 《놀부와 흥부》로 영화배우 데뷔하였고 1973년 TBC 동양방송 TV 드라마 《북간도》에도 출연하였다.
73세 때인 1995년 영화 《말미잘(엄마와 별과 말미잘)》을 끝으로 영화에 마지막 출연하였고 이후 연극배우 활동에 전념하다가 1998년에 76세로 53년간의 배우 분야에서 은퇴할 때까지 연극·영화·드라마 등 약300여편의 작품에 출연하였는데 이 가운데 영화 출연작은 약220여편에 달한다.

## 출연작

### 연극
- 1945년 《협객 임꺽정》
- 1946년 《배비장전》
- 1947년 《풍운아 홍길동》
- 1948년 《옹고집전》

### 영화
- 1950년 《흥부와 놀부》
- 1952년 《공포의 밤》
- 1955년 《춘향전》
- 1956년 《장화홍련전》
- 1956년 《단종애사》
- 1957년 《황진이》
- 1957년 《잊을 수 없는 사람들》
- 1958년 《소낙비》
- 1961년 《현해탄은 알고 있다》
- 1963년 《옹고집》
- 1963년 《YMS 504의 수병》
- 1964년 《석가모니》
- 1965년 《홍콩의 왼손잡이》
- 1965년 《추풍령》
- 1966년 《회전의자》
- 1969년 《눈 나리는 밤》
- 1970년 《세조대왕》
- 1970년 《태조 왕건》
- 1971년 《30년만의 대결》
- 1972년 《서산대사》
- 1972년 《소장수》
- 1977년 《엄마 없는 하늘 아래》
- 1977년 《난중일기》
- 1977년 《엄마 없는 하늘 아래 속편》
- 1978년 《세종대왕》
- 1978년 《엄마 없는 하늘 아래 제3편》
- 1978년 《저 파도 위에 엄마 얼굴이》
- 1979년 《축 총각졸업》
- 1980년 《바람 불어 좋은 날》
- 1981년 《난장이가 쏘아올린 작은 공》
- 1982년 《꼬방동네 사람들》
- 1983년 《과부춤》
- 1984년 《서쪽나라》
- 1986년 《금달래》
- 1986년 《서울 흐림 한때 비》
- 1987년 《성춘향》
- 1987년 《나그네는 길에서도 쉬지 않는다》
- 1989년 《비 오는 날 수채화》
- 1991년 《은마는 오지 않는다》
- 1991년 《가을 여행》
- 1991년 《뻘》
- 1993년 《비 오는 날 수채화 2》
- 1994년 《말미잘》

### 텔레비전 드라마
- 1973년 TBC 동양방송 《북간도》
- 1986년 KBS 《열반제》
- 1989년 KBS 《두 석양》